# Psilochorus cornutus
Psilochorus cornutus är en spindelart som först beskrevs av Eugen von Keyserling 1887.  Psilochorus cornutus ingår i släktet Psilochorus och familjen dallerspindlar. Inga underarter finns listade i Catalogue of Life.